# Артур Гаскін
Артур Джозеф Гаскін (англ. Arthur Joseph Gaskin; 16 березня 1862 — 4 червня 1928) — англійський ілюстратор, художник, викладач і дизайнер ювелірних виробів та виробів з емалі.
Гаскін і його дружина Джорджі Гаскін були членами Бірмінгемської групи художників-ремісників, яка прагнула застосувати принципи руху мистецтв і ремесел у декоративному мистецтві. Як і багато хто з групи, Гаскін навчався в Бірмінгемській школі мистецтв під керівництвом Едварда Р. Тейлора, а потім викладав там.

## Життєпис

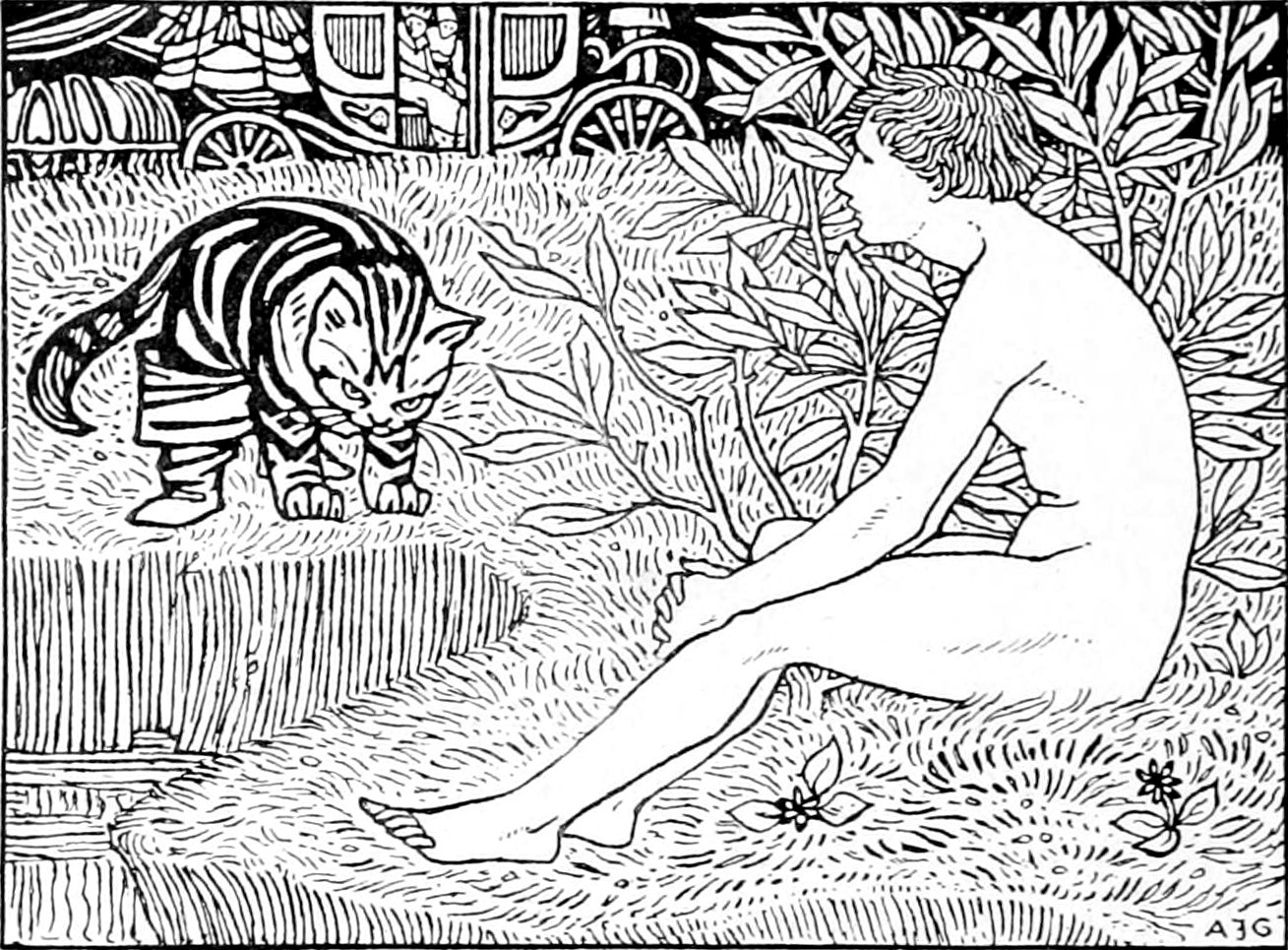
«Кіт у чоботях» із Книги казок, переказаних С. Берінг-Гоулдом (Метуен, 1894)

Гаскін народився в районі Лі-Бенк у Бірмінгемі в 1862 році в родині декоратора. Виховувався у Вулвергемптоні, де відвідував гімназію Вулвергемптона, перш ніж повернутися до Бірмінгема в 1879 році.
У 1883 році вступив до Бірмінгемської школи мистецтв, через два роки був призначений викладачем, незважаючи на те, що не закінчив курс. Саме тут у 1888 році зустрів одну зі своїх учениць, Джорджі Гаскін, з якою одружився в 1894 році. Гаскін працював художником-декоратором з 1890 року, створюючи ксилографічні ілюстрації для Kelmscott Press Вільяма Морріса і малював темперою після навчання у свого друга Джозефа Саутолла в студії Саутолла в Еджбастоні.
Гаскіни почали виготовляти ювелірні вироби з 1899 року під назвою «Містер і місіс Артур Гаскін», а в 1903 році Артур був призначений директором Школи ювелірів і срібних майстрів на Вітторія-стріт, де він залишався до 1924 року, коли подружжя пішло на пенсію в Чіппінг-Кемпден у Глостерширі.
Як член Королівського Бірмінгемського товариства художників, Гаскін зіграв важливу роль в організації виставки «Новий рух у мистецтві» в Товаристві в 1917 році. Це була переглянута версія постімпресіоністської виставки Роджера Фрая, що відбулася в 1910 році.